# Szata roślinna Polski

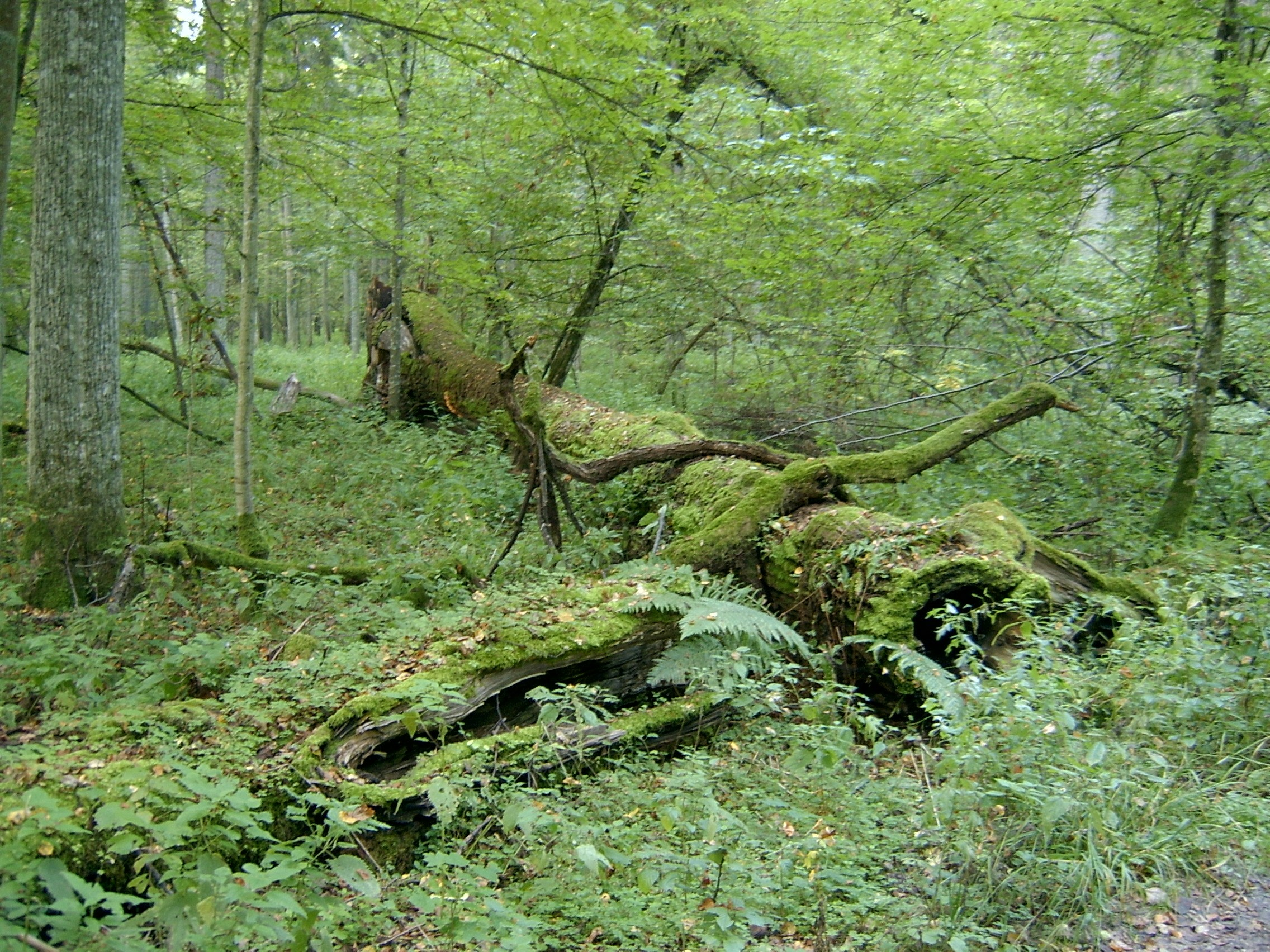
Las w Białowieskim Parku Narodowym

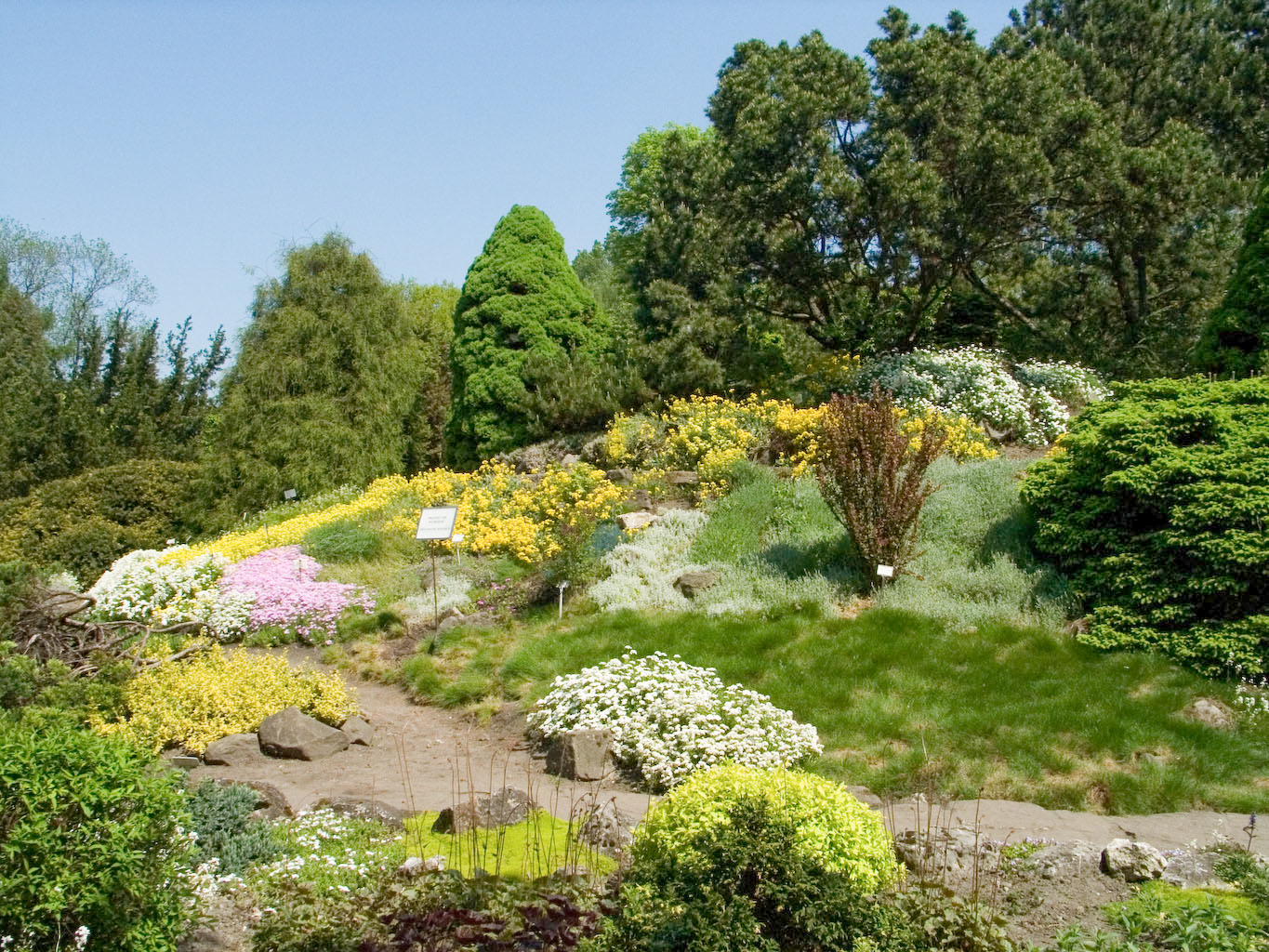
Ogród Botaniczny w Krakowie

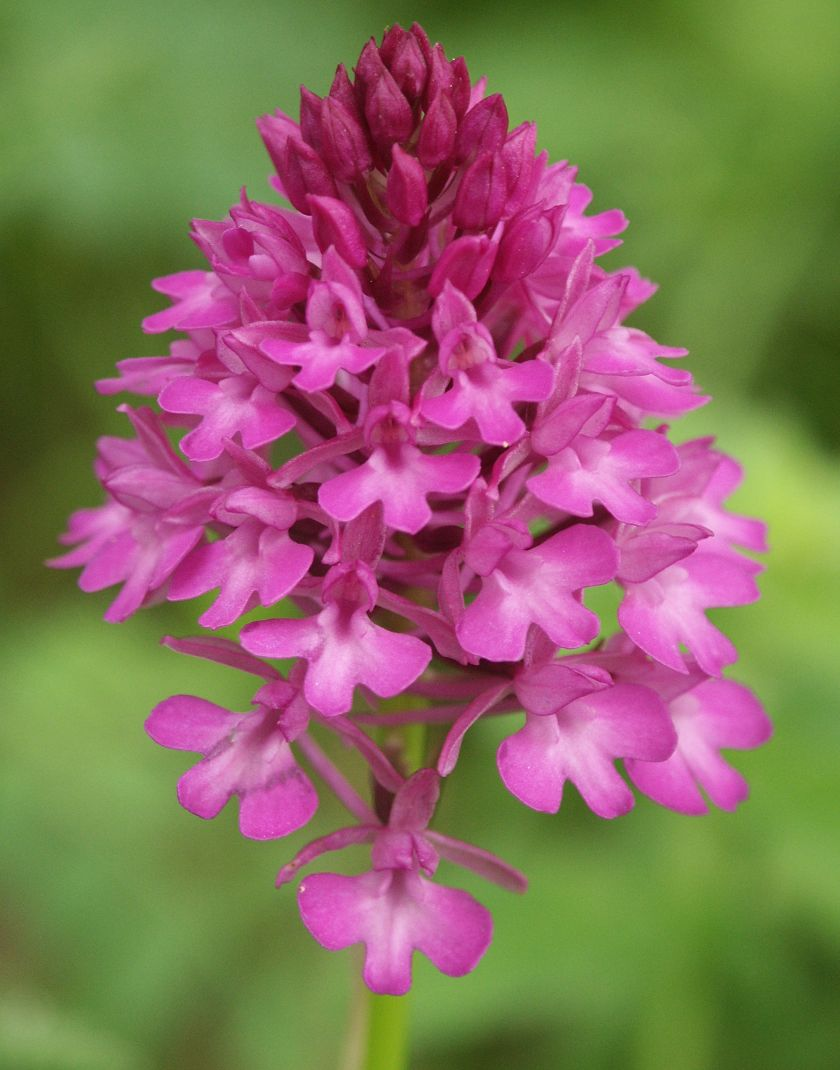
Uznany za wymarły w Polsce koślaczek stożkowaty, odnaleziony został ponownie w 2009

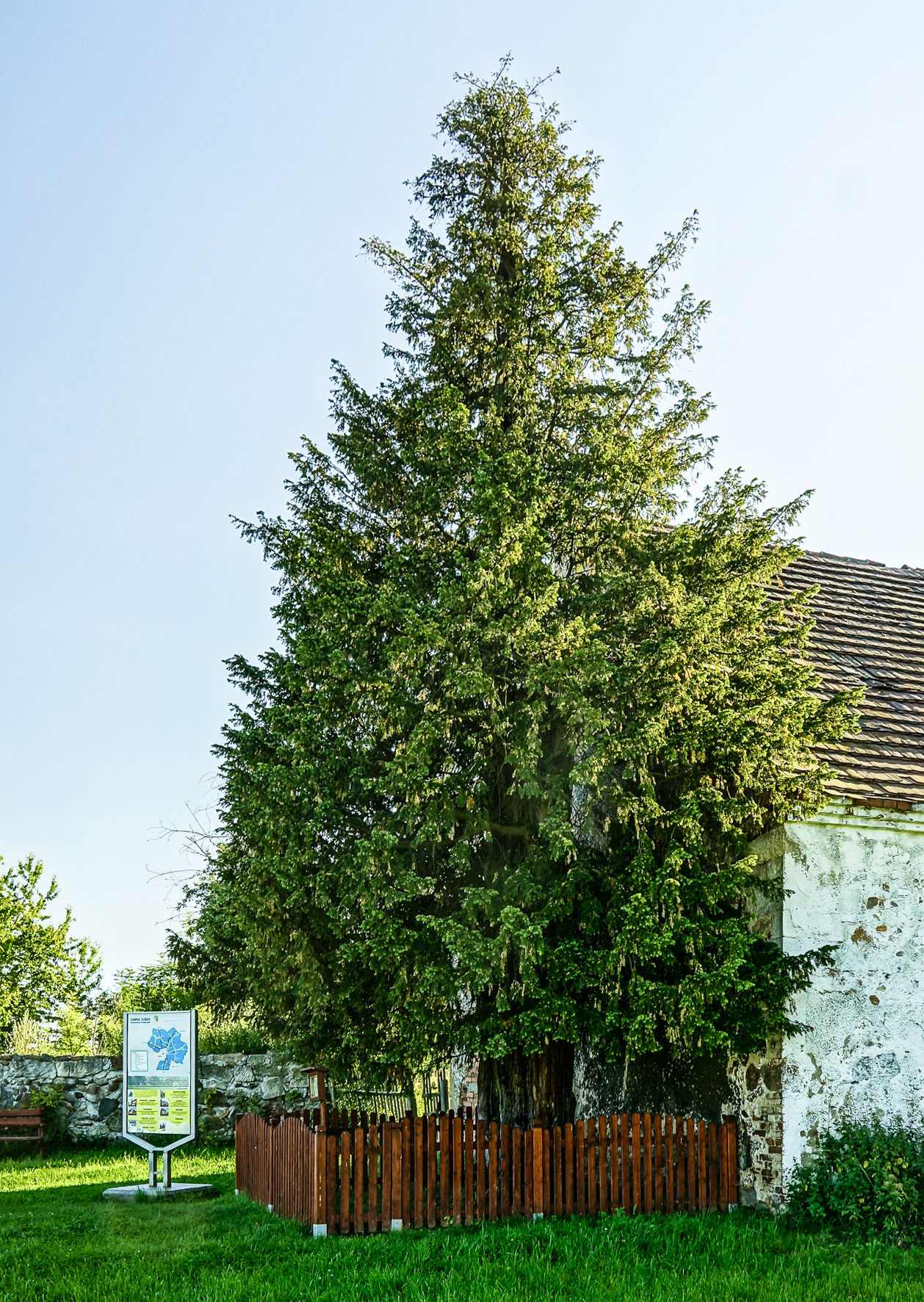
Najstarsze drzewo w Polsce i przedstawiciel gatunku o długich tradycjach ochrony w Polsce – cis pospolity z Henrykowa Lubańskiego (cis Henrykowski)

Szata roślinna Polski – wszelkie zbiorowiska roślinne (roślinność) oraz gatunki roślin (flora) występujące na terenie Polski współcześnie oraz w przeszłości. Szata roślinna jest układem dynamicznym, zależnym od przekształceń środowiska. Od wielu wieków i współcześnie czynnikiem determinującym przeobrażenia szaty roślinnej i decydującym o jej wyglądzie jest działalność człowieka (antropopresja). W efekcie, mimo iż w podziale strefowym układów roślinności ziemie polskie znajdują się niemal w całości w strefie lasów zrzucających liście na zimę, tylko niewielka część Polski pokryta jest przez tego rodzaju zbiorowiska.

## Kształtowanie się szaty roślinnej Polski
Kolejne zlodowacenia z epoki plejstocenu zamieniały ziemie dzisiejszej Polski w lodową pustynię. W okresach ociepleń, po wycofaniu się lądolodu na ziemie te wracała pokrywa roślinna. Równoleżnikowy układ pasm górskich powodował jednak, że zmiany zasięgów roślin związane ze zmianami klimatycznymi napotykały przeszkody i wiele roślin nie było w stanie ich przetrwać. Dlatego zróżnicowanie szaty roślinnej Polski jest relatywnie znacznie mniejsze od obszarów położonych na podobnej szerokości geograficznej w Ameryce Północnej lub Azji Wschodniej.
Współczesna pokrywa roślinna Polski ukształtowała się po ostatnim zlodowaceniu (zwanym bałtyckim lub Wisły), które miało miejsce w plejstocenie i ustępować zaczęło ponad 12 tys. lat temu. Przez około następnych 2 tysiące lat w krajobrazie uwolnionym od pokrywy lodowej dominowała tundra, z czasem luźne lasy brzozowe i brzozowo-sosnowe. Ponad 9 tys. lat temu rozprzestrzeniać się zaczęły wiązy, leszczyna pospolita, olsza czarna i jesion wyniosły. Około 8 tysięcy lat temu pojawiają się lipy i dęby. W okresie atlantyckim (7700–5100 BP) szeroko rozprzestrzeniły się wielogatunkowe lasy liściaste. Równocześnie nasila się wpływ człowieka na szatę roślinną – zwiększa się udział we florze zbóż, chwastów, gatunków łąkowych, co jest skutkiem rewolucji neolitycznej. Na późniejsze przemiany szaty roślinnej silny wpływ mają zarówno zmieniający się klimat, jak i coraz intensywniejsza działalność człowieka.

## Flora Polski
W granicach Polski stwierdzono dotychczas występowanie blisko 3000 rodzimych i trwale zadomowionych taksonów w randze gatunku i podgatunku roślin okrytonasiennych Magnoliophyta. Występuje tu poza tym 67 gatunków paprotników Pteridophyta, 910 gatunków mszaków Bryophyta, 2000 gatunków zielenic Chlorophyta, 25 gatunków ramienic i 39 gatunków krasnorostów Rhodophyta.

## Roślinność Polski
Niewielkie powierzchnie w Polsce zajmują pierwotne i naturalne fitocenozy. Są to fragmenty lasów (części Puszczy Białowieskiej, niektóre lasy rezerwatowe, trudno dostępne lasy bagienne), dobrze zachowane mokradła i jeziora, roślinność wysokogórska. Dużą powierzchnię zajmują półnaturalne zbiorowiska leśne i łąkowe. Pozostałą powierzchnię pokrywy roślinnej stanowią zespoły synantropijne: segetalne (związane z terenami upraw) oraz ruderalne (związane z przestrzeniami zurbanizowanymi).
Roślinność w Polsce badana i klasyfikowana jest zgodnie z metodologią francusko-szwajcarskiej szkoły fitosocjologicznej (zwanej też środkowo-europejską). Zgodnie z założeniami tej szkoły opracowana została lista zbiorowisk roślinnych Polski. Wraz z akcesją do Unii Europejskiej do praktyki weszła też inna klasyfikacja roślinności – wypracowana w ramach programu CORINE klasyfikacja siedlisk przyrodniczych stosowana do wyznaczania obszarów Natura 2000.

### Potencjalna roślinność naturalna
Potencjalna roślinność naturalna Polski formowałaby się zgodnie z panującym na terenie kraju potencjałem fizycznogeograficznym, kształtującym się na przestrzeni lat pod wpływem orografii terenu, działalności lądolodów, wpływu klimatu morskiego i borealno-kontynentalnego. Duże zróżnicowanie czynników teoretycznie mogłoby mieć wpływ na utworzenie się bogatej szaty roślinnej obszaru Polski.
Roślinność potencjalna w Polsce jest dość dobrze opisana wskutek kartowania wykonanego w latach 1972–1995 przez zespół naukowców pod przewodnictwem prof. Władysława Matuszkiewicza. Owocem badań była mapa roślinności potencjalnej Polski w skali 1:300 000. Zgodnie z tym opracowaniem na terenie Polski następująco kształtuje się układ głównych typów roślinności potencjalnej:
- żyzne lasy liściaste z klasy Querco–Fagetea – 58,1% (w tym 13,6% powierzchni kraju to siedliska lasów bukowych, 41,6% lasy dębowo-grabowe, 2,9% ciepłolubne dąbrowy)
- ubogie lasy liściaste, kwaśne dąbrowy z klasy Quercetea robori-petraeae – 5,2%
- lasy mieszane i bory iglaste z klasy Vaccinio–Piceetea – 25,3% (13,9% bory mieszane, 10,2% bory sosnowe i 1,2% bory świerkowe)
- roślinność gleb hydrogenicznych (łęgowa i bagienna) – 10,9%
- inne zbiorowiska – 0,5%.

## Geobotaniczny podział Polski
Na podstawie kryteriów geobotanicznych obszar kraju podzielony został w hierarchiczny układ jednostek przestrzennych. Podział ten uwzględnia specyfikę szaty roślinnej danego obszaru oraz czynniki geograficzno-historyczne ją kształtującą. Podstawowymi elementami analiz będących podstawą wyróżniania jednostek botaniczno-fizjograficznych są: flora, roślinność, klimat, rzeźba terenu, gleby oraz historia rozwoju roślinności. W XIX w. i na początku XX w. próby fitogeograficznej regionalizacji Polski podjęli m.in. Wincenty Pol i Marian Raciborski. W zależności od specyficznych potrzeb bywają tworzone systemy uwzględniające tylko wybrany typ roślinności, np. zbiorowiska łąkowe lub leśne. Przykładami są system krain przyrodniczo-leśnych opracowany przez Leona Mroczkiewicza z 1952 r., czy późniejszy Tadeusza Tramplera i jego zespołu z 1990 r., stosowane w polskim leśnictwie lub system podziału na dzielnice rolniczo-klimatyczne Romualda Gumińskiego stosowany w agroklimatologii. Spośród systemów uwzględniających całą szatę roślinną, zwłaszcza naturalną i półnaturalną, najszerzej stosowany jest system opracowany przez Władysława Szafera nawiązujący do systemu Raciborskiego. System jest wpisany w szerszą klasyfikację wykraczającą poza granice Polski. W górach nakładają się na siebie dwa podziały – poziomy i pionowy (piętra roślinności). Znaczna część Polski w tym systemie należy do Prowincji Środkowoeuropejskiej Niżowo-Wyżynnej. Krańce południowo-wschodnie należą do Prowincji Pontyjsko-Panońskiej, a obszary górskie do Prowincji Środkowoeuropejskiej Górskiej.

## Elementy zagrożone
Zestawienie zagrożonych składników polskiej flory publikowane jest w kolejnych, aktualizowanych wydaniach „Czerwonej listy roślin i grzybów Polski”. Najnowsza publikacja wydana została w 2016 roku (poprzednia wydana była w 2006). „Polska czerwona księga roślin” zawiera opisy części gatunków z listy zagrożonych.
Na aktualnej liście wymarłych i zagrożonych roślin w Polsce znajdują się 594 gatunki glonów, 92 gatunki wątrobowców i glewików (38,7% gatunków z flory polskiej, z czego 2 już wymarły) oraz 506 gatunków roślin naczyniowych (21% rodzimej flory, z czego 44 taksony wymarły).
Zagrożone w Polsce ekosystemy uwzględnione są w wykazie siedlisk przyrodniczych wymagających ochrony w obszarach Natura 2000. Do najsilniej zagrożonych należą: solniska, jeziora lobeliowe, wilgotne wrzosowiska z wrzoścem bagiennym, murawy kserotermiczne, torfowiska wysokie i nakredowe, bory i lasy bagienne oraz buczyny storczykowe.

## Ochrona szaty roślinnej
Ochrona szaty roślinnej realizowana jest w Polsce w ramach ochrony przyrody mającej podstawy konstytucyjne i ustawowe. Ogólne warunki do utrzymania stanu szaty roślinnej tworzyć powinien określony w konstytucji zrównoważony rozwój kraju. Elementy zagrożone i wymagające podejmowania działań zapobiegających ich degradacji chronione są w powierzchniowych formach ochrony przyrody (parki narodowe, rezerwaty, użytki ekologiczne, parki krajobrazowe i obszary Natura 2000). W odniesieniu do ochrony bioróżnorodności gatunkowej wprowadzono także w Polsce ochronę gatunkową roślin. Poza służbami ochrony przyrody działalność związaną z ochroną różnorodności gatunkowej szaty roślinnej w Polsce prowadzą ogrody botaniczne.